# 17LIVE
17LIVE（17讀音為「一七」），前稱「17直播」，原名「17-你的生活點滴」，是源自臺灣的即時影音串流平台，於2015年由黃立成創辦。

## 歷史

### 建立
2015年，美籍台裔歌手、前L.A. Boyz成員黃立成與友人共同創辦17直播，得到萬達集團董事長王健林獨生子王思聰投資，於7月17日推出。平台別具特色的為其「分潤」機制，只要有1000人看，就能獲得1元新臺幣收入，直播單次最高收入有 15,000元新臺幣，累積達3000元新臺幣就能收到款項。截至九月，每月活躍用戶量達200萬，每日活躍用戶量有70萬。
雖然「分潤」機制引起用戶急升，但陸續有用戶非法直播球賽、直播猥褻色情內容、吸毒，甚至直播妹妹洗澡以博取收入，導致平台於2015年9月29日遭Google Play及App Store下架，下架前，平台的用戶量達到700萬人，但監控內容的團隊只有9到14人輪班監控。 其後10月5日黃立成、陳泰元 等七人被刑事局約談。
平台於10月29日重新上架，指所有直播都會被24小時監控，任何色情、暴力、違法內容都會被移除，永久凍結涉事賬號；而且平台的分級分別在Google Play及App Store改為18+與17+。

### 用戶資料遭黑客竊取
2016年4月，一名自稱「Peace」的黑客在暗網市集「The Real Deal」中出售17共4,009,640位用戶的資料，當中包括使用裝置資訊、電郵、IP地址、未加鹽的MD5密碼以及用戶名稱。 「Peace」指資料是從平台的伺服器中得來。未加鹽的MD5容易破解，Motherboard證實了黑客提供的54個賬號有52個成功進入，剩下2個只是因為安卓版無法輸入特殊符號而失敗。 平台嘗試與黑客買回資料，遺憾黑客已經以0.3305比特幣（當時折合150美元）賣出兩次，更有一宗進行中的交易。

### Paktor拍拖併購17 Media
2016年12月8日，新加坡約會應用程式Paktor拍拖收購17直播公司17 Media，得到其控制股權，宣佈原Paktor行政總裁潘杰賢將取締黃立成成為17 Media的行政總裁，而黃立成則擔任董事長並保留創辦人的名銜。 
2017年4月26日，17 Media與Paktor合併成為M17，由潘杰賢擔任行政總裁。

### 美國紐約證券交易所上市失敗
2018年6月7日，17直播的公司M17 Entertainment 正式在紐約證券交易所IPO掛牌上市（股票代碼：YQ），預計募資 9,500 萬美元。 但直到收盤也沒有任何報價和交易，持續至6月12日。同日，M17 Entertainment撤消上市。6月13日，黃立成於臉書發文，標註「#fuckCitibank」、「#fuckDeutschebank」，批評紐約證券交易所以及兩家承銷銀行 。 6月13日，M17 Entertainment 變回私人公司，從「Infinity Venture Partners」、「Majuven」、「Convergence」 以及 「Global Grand Capital」 獲得三千五百萬美元注資。TechCrunch指出，儘管M17的收入比上年同季度增長3.2倍，但在2018年首季度支出高達2.48百萬美元、花錢最多的首10位用戶佔了公司收入12%、現金流、投票權等都令投資者卻步。

### 拓展亞洲市場；遷至日本
2018年2月，17直播在日本突破百萬下載，拿下當地直播服務市占率第二名，6月時躍居第一。
2019年11月1日，M17併購MeMe直播，開拓17直播印度市場。
2020年5月11日，M17從Vertex Growth Fund以及其他創投獲得26.5百萬美金的D輪投資，以拓展至其他新興市場，如日本、以及美國、中東等。同月22日宣佈與Paktor分拆出售予新加坡創投Kollective Ventures；由於公司在日本的成功，無法再投入以往的資源進東南亞市場，且未來將會專注直播行業。
2020年8月17日，17LIVE日本行政總裁小野裕史正式接任集團行政總裁崗位。

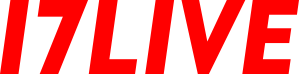
17LIVE公司標誌

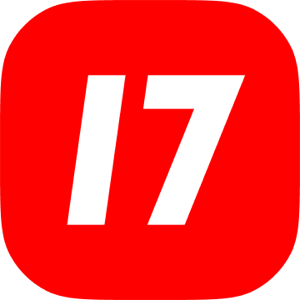
17LIVE應用程式標誌

2020年9月10日，17LIVE總部遷至日本，未來將把日本作為全球營運總部。另外更換品牌標誌。
2020年10月28日，M17集團依原日本名更名為17LIVE，台灣公司更名為「藝啟」。
2020年11月18日，創辦人黃立成配合公司回購股份計劃，將所有股權售予公司，辭去公司所有職務。

## 外部連結
- 官方網站